# Peter Tschentscher
Peter Tschentscher, né le 20 janvier 1966 à Brême, est un homme politique allemand membre du Parti social-démocrate d'Allemagne (SPD).
Il est premier bourgmestre de Hambourg depuis le 28 mars 2018. À la suite des élections régionales de février 2020, il est réélu à la tête du gouvernement de la ville le 10 juin suivant par 87 voix contre 34. Après les élections du 2 mars 2025, il reconduit la coalition entre le SPD et les Verts et est réélu pour un troisième mandat le 7 mai suivant par 71 voix contre 47.